# Stegolaria irregularis
Stegolaria irregularis is een hydroïdpoliep uit de familie Tiarannidae. De poliep komt uit het geslacht Stegolaria. Stegolaria irregularis werd in 1930 voor het eerst wetenschappelijk beschreven door Totton. 